# Carlo Rebella
Carlo Rebella (Altare, 12 agosto 1920 – Quiliano, 6 maggio 2002) è stato un ciclista su strada italiano, professionista e indipendente fra il 1945 e il 1947 e vincitore di una tappa al Giro del Piemonte 1945.

## Palmarès
- 1942 (dilettanti)

Campionati italiani, Prova in linea dilettanti
- 1945 (U.S. Azzini, una vittoria)

2ª tappa Giro del Piemonte (Cuneo > Torino)

## Piazzamenti

### Classiche monumento
- Milano-Sanremo

1946: 41º
1949: 55º